# 米雷戰役
米雷戰役发生于1213年9月12日阿尔比十字军战争期间，图卢兹以南25公里的米雷，交战双方分别是第五代莱斯特伯爵西蒙·德孟福尔率领法国十字军，图卢兹伯爵雷蒙六世与阿拉贡国王佩德罗二世率领的人数占极大优势的图卢兹-阿拉贡联军。最终德孟福尔击败图卢兹-阿拉贡联军，佩德罗二世战死，雷蒙六世被俘。该战是西欧中世纪比肩黑斯廷斯之战、布汶战役和塔耶堡戰役的决战之一，使得阿拉贡的势力退出朗多克地区，法国的势力取而代之。